# Tombe de la dame Madja
La tombe de la dame Madja et de son époux, un ouvrier de Deir el-Médineh a été découverte en 1934/1935 par l'archéologue français Bernard Bruyère, rattaché à l'Institut français d'archéologie orientale du Caire, dans la partie sud du cimetière du village des artisans de Deir el-Médineh, dont il avait entrepris l'exploration systématique du site.

## Description
Les deux personnages, âgés, reposent dans leurs cercueils entourés d'un mobilier funéraire de qualité, aujourd'hui au musée du Louvre. La sépulture se compose d'un puits de 2,60 m de profondeur donnant accès au nord à une chambre funéraire trapézoïdale de petites dimensions. Le mobilier de Madja, plus riche que celui de son époux, avait été en partie pillé lors de l'ouverture de la tombe au moment des funérailles de celui-ci. Les cercueils reposaient côte à côte, la tête orientée vers l'entrée. Dans le puits se trouvaient quelques objets déplacés au moment du pillage : un lit, un tabouret, des amphores et une natte. Le caveau étant très étroit, la plupart d'entre eux, réunis dans des corbeilles entassées les unes contre les autres, fermées par des ficelles et scellées, avaient été déposés sur les sarcophages. L'entrée du caveau était murée.
Les défunts avaient emporté avec eux tout ce dont ils avaient besoin dans l'au-delà. Des petits vases en pierre noire et en calcaire pleins de Khôl, des sachets en lin contenant de la poudre parfumée étaient accompagnés de deux peignes en bois, d'étuis à khôl, d'un bâtonnet à fard rouge, d'un rasoir en silex et de résines aromatiques. Un coffret en bois et ivoire renfermait le matériel de couture de Madja : une pelote à aiguilles en bronze, une aiguille en bois. De la poudre de galène et de la graisse blanche servaient à allumer les lampes, munies de mèches de rechange. Quatre petits sarcophages contenaient chacun un insecte enveloppé dans un linge. Dans la vaisselle en terre cuite déposée dans le caveau se trouvaient des noix doum, des figues de sycomore, du raisin, des pains aux formes variées, des galettes, du sel, des morceaux de volaille, des amphores à bière, des céréales, un canard, un pigeon, des feuilles de vigne, de la graisse alimentaire, des grenades. Parmi les outils en bronze figurait une balance dont les plateaux en cuivre étaient rangés dans un étui en bois.

### Le cercueil de Madja
Taillé dans un tronc de sycomore, le cercueil momiforme de Madja se caractérise par sa silhouette anthropomorphe. La profonde cuve est fermée par un couvercle maintenu par des chevilles en bois et dans lequel est sculpté le visage de la défunte. Comme tous les cercueil du début de la XVIIIe dynastie, le fond est blanc, couleur qui évoque le linceul protégeant le corps du mort. Une bande de texte horizontale de couleur jaune et quatre bandes verticales descendant sur les côtés de la caisse symbolisent les bandelettes de lin qui enserraient la momie. Des formules d'offrandes peintes en hiéroglyphes noirs sur ces bandelettes garantissent à Madja — dont le nom est mentionné —, « toutes choses bonnes et pures ». Les peintures, dans un état de conservation remarquable, ont gardé une tonalité mate. Différentes scènes évoquent les funérailles. Sur le couvercle, Anubis est figuré quatre fois. Sur le côté droit de la cuve, deux hommes tirent à l'aide d'une corde le cercueil qu'accompagnent deux jeunes femmes et deux pleureuses. Sur le côté gauche, deux hommes apportent de la nourriture à Madja, assise en présence de son époux. La scène est présidée par le dieu Osiris.
Une coupe en faïence bleue et un pot à khôl rempli de poudre noire avaient été déposés dans la cuve près de la tête de la défunte. Sur sa poitrine et sous sa tête se trouvaient des linges pliés et un miroir en bronze vert ; sur la momie, un bracelet orné de six scarabées et de trois perles au poignet gauche, cinq bagues-scarabées à l'annulaire gauche. Les bandelettes et les linceuls en lin étaient imprégnées de baume, tandis que des petits tas de natron étaient disposés sur les linges en contact direct avec le corps. Madja mesurait 1,60 m. Son corps, épilé, était celui d'une femme âgée, ses cheveux gris courts étaient clairsemés. Elle avait les mains croisées sur le bas-ventre.

### L'époux de Madja
Dans un coffre rectangulaire en bois de sycomore grossièrement taillé reposait la dépouille d'un homme de même taille, également âgé. Emmailloté dans de nombreuses bandelettes, il avait encore des sandales aux pieds. Le cercueil, fermé par un couvercle plat chevillé, ceinturé par des liens en chiffon, ne portait ni inscription ni décoration. À la droite du mort se trouvaient un pot en albâtre contenant du khôl, un sachet de poudre de galène, un outil en bronze brisé et trois scarabées. Sa tête reposait sur des linges, un bracelet fait de sept scarabées ornait son poignet gauche tandis qu'une lyre sans cordes cachait ses pieds.